# Jules Hamidou
Jules Hamidou (w niektórych źródłach jako Jules Hamadou; ur. 28 sierpnia 1987 w Delémont) – czadyjski piłkarz grający na pozycji obrońcy. W reprezentacji Czadu zadebiutował 11 października 2008 roku w przegranym meczu eliminacji mistrzostw świata z Mali. Do tej pory rozegrał w niej jedno spotkanie.